# Garðabær (municipalité)
Pour l’article homonyme, voir Garðabær (ville).
Garðabær est une municipalité d'Islande située dans le Grand Reykjavik.

## Géographie
La municipalité est située dans le sud-ouest du pays, au sud-ouest de Reykjavik et de Kópavogur et au nord-est de Hafnarfjörður. Elle se compose notamment de l'Álftanes baignée par le Skerjafjörður au nord-est et le Hafnarfjörður au sud-ouest. La municipalité comporte les villes de Garðabær et d'Álftanes.

### Localités limitrophes
| Océan Atlantique        | Océan Atlantique        | Kópavogsbær     |
| Océan Atlantique        | Garðabær                | Reykjavíkurborg |
| Hafnarfjarðarkaupstaður | Hafnarfjarðarkaupstaður | Kópavogsbær     |

## Toponymie
Garðabær peut être composé du mot Garða tenant son origine de garður (signifiant "jardin") et de Bær tenant son origine de borg (signifiant "ville").

## Histoire
Aux moments de la création de l'Islande, pendant le IXe siècle, il y avait deux fermes dans la région de l'actuelle ville. Ces fermes avaient pour noms : Vífilsstaðir et Skúlastaðir. Le nom de la première ferme vient de Vífill, le nom du servant du premier colon islandais Ingólfr Arnarson.
Le 20 octobre 2012, les habitants d'Álftanes et de Garðabær, toutes deux voisines, ont été consultés via un référendum local qui a approuvé la fusion des deux villes indépendantes. La dette qui étouffe Álftanes actuellement est principalement à l'origine d'une telle proposition. La nouvelle ville indépendante Garðabær, créée à partir de la fusion des deux, a vu le jour le 1er janvier 2013.

## Administration

### Jumelages
La ville de Garðabær est jumelée avec :
- Rudersdal (Danemark) ;
- Eslöv (Suède) ;
- Asker (Norvège) ;
- Jakobstad (Finlande).

## Économie
Sur le territoire de cette commune se situe la Zone Industrielle de Molduhraun où se situe notamment le siège social de la marque islandaise de textile 66°Nord, ainsi que l'unique magasin Ikea du pays.

## Personnalités liées
Le chanteur Sjonni Brink y est mort en 2011.

## Sport
C'est son club de football qui joue en 1re division islandaise qui fait l'affiche chaque week-end entre mai et septembre : le UMF Stajarnan Garðabær.